# Bad Blood (film 1981)
Bad Blood è un film del 1982 diretto da Mike Newell.